# Iwan Sinicyn
Iwan Flegontowicz Sinicyn (ros. Иван Флегонтович Синицын, ur. 6 lipca 1911 we wsi Nowo-Zakatnowo w guberni kostromskiej, zm. 26 czerwca 1988 w Moskwie) – radziecki przemysłowiec, działacz gospodarczy i polityk.

## Życiorys
Do 1932 uczył się w technikum, w latach 1932-1926 był majstrem, technologiem i starszym technologiem Wydziału Pracy i Jakości Gorkowskiej Fabryki Samochodów, kolejno w latach 1936-1944 kolejno szefem wydziału, szefem warsztatu, głównym mechanikiem i głównym inżynierem fabryki "Krasnaja Etna" w Gorkim. Absolwent Wydziału Wieczorowego Gorkowskiego Instytut Industrialnego (1937), od 1940 w WKP(b), 1944-1946 dyrektor fabryki "Krasnaja Etna" w Gorkim, między 1946 a 1950 dyrektor Uralskiej Fabryki Samochodów. Od 1950 do maja 1957 dyrektor Stalingradzkiej Fabryki Traktorów, od 29 maja 1957 do 25 grudnia 1962 przewodniczący Sownarchozu Stalingradzkiego/Wołgogradzkiego Ekonomicznego Rejonu Administracyjnego, od 25 grudnia 1962 do 2 października 1965 przewodniczący Sownarchozu Dolnowołżańskiego Rejonu Ekonomicznego. Od 2 października 1965 do 10 października 1980 minister budowy traktorów i maszyn rolniczych ZSRR, od 8 kwietnia 1966 do 26 lutego 1981 zastępca członka KC KPZR, od października 1980 na emeryturze. Deputowany do Rady Najwyższej ZSRR od IV do X kadencji. Odznaczony Orderem Lenina, Orderem Rewolucji Październikowej i wieloma innymi orderami. Pochowany na Cmentarzu Kuncewskim w Moskwie.